# Championnat de Guinée de football de deuxième division
Pour les articles homonymes, voir Championnat de Guinée de football (homonymie) et L2.
Cet article traite uniquement du championnat masculin. Pour le championnat féminin, voir Championnat de Guinée de football féminin de deuxième division
Le Championnat de Guinée de football de deuxième division a été créé en 2008.
Il se déroule sous forme d'un championnat opposant quatorze clubs professionnels.

## Format
Le nombre d'équipes participant au championnat de Guinée de football de deuxième division augmente progressivement, et passe de 12 équipes à 14 équipes à partir de 2009.
Les 14 équipes s'affrontent en poule unique d'aller et retour pendant 26 journées de championnat.
Le champion et le vice-champion du championnat de Guinée de football de deuxième division sont promus en début de saison en championnat de Guinée de première division. Inversement, les deux derniers clubs de première division sont relégués en deuxième division.

## Palmarès
| N° | Édition | Vainqueur                                         |
| -- | ------- | ------------------------------------------------- |
| 1  | 2008    | AS Baté                                           |
| 2  | 2009    | FC Séquence de Dixinn                             |
| 3  | 2010    | Santoba Football Club                             |
| 4  | 2011    | Tobounsou FC                                      |
| 5  | 2012    | Espoir de Labé                                    |
| 6  | 2013    | Gangan Football Club                              |
| 7  | 2014    | ASFAG                                             |
| 8  | 2015    | Renaissance Football Club                         |
| 9  | 2016    | Éléphant de Coléah                                |
| 10 | 2017    | Santoba Football Club                             |
| 11 | 2018    | Flamme Olympique                                  |
| 12 | 2019    | Ted Afrique                                       |
| 13 | 2020    | Ligue suspendue en raison de la pandémie COVID-19 |
| 14 | 2021    | Milo Football Club                                |
| 15 | 2022    |                                                   |
| 16 | 2023    | Gangan Football Club                              |

## Bilan
| N° | Club | Ville | Titre (édition) |
| -- | ---- | ----- | --------------- |